# 21-й Венецианский кинофестиваль
21-й Венецианский международный кинофестиваль проходил в Венеции, Италия, с 24 августа по 7 сентября 1960 года.

## Жюри
- Марсель Ашар (представитель жюри, Франция),
- Питер Бейкер (Великобритания),
- Луис Гарсия Берланга (Испания),
- Сергей Бондарчук (СССР),
- Луис Шове (Франция),
- Антонио Пальяро,
- Марио Прац (Италия),
- Хайме Потенсе (Аргентина),
- Сэмуэль Стейнман (США),
- Ежи Тёплиц (Польша).

## Конкурсная программа
- Квартира, режиссёр Билли Уайлдер
- Коляска, режиссёр Марко Феррери
- Долгая ночь сорок третьего года, режиссёр Флорестано Ванчини
- Война, режиссёр Велько Булайич
- Рокко и его братья, режиссёр Лукино Висконти
- Мотивы славы, режиссёр Роналд Ним
- Полёт на шаре, режиссёр Альбер Ламорис

## Награды
- Золотой лев: Переход через Рейн, режиссёр Андре Кайат
- Серебряный лев — Специальный приз жюри: Рокко и его братья, режиссёр Лукино Висконти
- Кубок Вольпи за лучшую мужскую роль: Джон Миллз — Мотивы славы
- Кубок Вольпи за лучшую женскую роль: Ширли Маклейн — Квартира